# Adu (socken)
Adu är en socken i Kina. Den ligger i provinsen Yunnan, i den sydvästra delen av landet, omkring 250 kilometer nordost om provinshuvudstaden Kunming. Antalet invånare är 29 730. Befolkningen består av 13 330 kvinnor och 16 400 män. Barn under 15 år utgör 25,0 %, vuxna 15-64 år 66 %, och äldre över 65 år 8,0 %.
Genomsnittlig årsnederbörd är 1 270 millimeter. Den regnigaste månaden är juli, med i genomsnitt 255 mm nederbörd, och den torraste är december, med 14 mm nederbörd.